# Free (album, Iggy Pop)
Free je osmnácté sólové studiové album amerického zpěváka Iggyho Popa. Vydáno bylo 6. září 2019 společnostmi Loma Vista Recordings a Caroline Records. Album obsahuje například zhudebněné básně od Lou Reeda či Dylana Thomase. Tři písně z alba byly zveřejněny ještě před jeho vydáním: „Free“ (18. července), „James Bond“ (14. srpna) a „Sonali“ (28. srpna). Album produkoval jazzový trumpetista Leron Thomas a skladatelka Noveller.

## Seznam skladeb
| Pořadí | Název                                 | Hudba                    | Text         | Délka |
| ------ | ------------------------------------- | ------------------------ | ------------ | ----- |
| 1.     | Free                                  | Sarah Lipstate           | Iggy Pop     | 1:48  |
| 2.     | Loves Missing                         | Iggy Pop, Leron Thomas   | Leron Thomas | 4:19  |
| 3.     | Sonali                                | Leron Thomas, Kenny Ruby | Leron Thomas | 3:30  |
| 4.     | James Bond                            | Leron Thomas             | Leron Thomas | 4:31  |
| 5.     | Dirty Sanchez                         | Leron Thomas             | Leron Thomas | 4:21  |
| 6.     | Glow in the Dark                      | Leron Thomas             | Leron Thomas | 3:57  |
| 7.     | Page                                  | Leron Thomas             | Leron Thomas | 4:08  |
| 8.     | We Are the People                     | Leron Thomas             | Lou Reed     | 3:13  |
| 9.     | Do Not Go Gentle into That Good Night | Sarah Lipstate           | Dylan Thomas | 1:48  |
| 10.    | The Dawn                              | Sarah Lipstate           | Iggy Pop     | 2:08  |

## Obsazení
- Iggy Pop – zpěv
- Leron Thomas – trubka, klávesy
- Noveller – kytara
- Chris Berry – bicí
- Aaron Nevezie – kytara, baskytara
- Kenny Ruby – baskytara, klavír, syntezátor
- Tibo Brandalise – bicí
- Robin Sherman – baskytara
- Thomas Glass – bicí
- Ari Teitel – kytara
- Faith Vern – hlas
- Grégoire Fauque – kytara
- Florian Pellissier – klávesy
- Aaron Nevezie – kytara, baskytara, klávesy